# Антамбек
Антамбек — деревня в Одесском районе Омской области. Входит в состав Одесского сельского поселения.

## История
Основана в 1914 году. В 1928 году участок Атамбековский состоял из 22 хозяйств, основное население — украинцы. В составе Славгородского сельсовета Одесского района Омского округа Сибирского края.

## Население
| 1926 | 2010 |
| ---- | ---- |
| 92   | ↘0   |